# Friedhelm Beuker
Friedhelm Maria Beuker (* 22. Juni 1932 in Berlin; † 28. Januar 2012) war ein deutscher Sportmediziner.

## Leben
Friedhelm Maria Beuker beendete sein Medizinstudium an der Humboldt-Universität zu Berlin als jüngster Absolvent im Alter von nur 22 Jahren mit dem Staatsexamen. Mit 27 Jahren leitete er die Arbeitssanitätsinspektion und wurde Bezirkssportarzt im Bezirk Frankfurt (Oder). Später leitete er das sportmedizinische Referat im Ministerium für Gesundheitswesen.
1964 wurde er an der Humboldt-Universität mit einer Dissertation über Arbeitshygiene im Pflanzenschutzdienst zum Dr. med. promoviert. 1975 habilitierte er sich an der Deutschen Hochschule für Körperkultur (DHfK). Neben seiner Tätigkeit im Ministerium war er unter anderem Verbandsarzt des Gewichtheberverbandes der DDR.
1982 siedelte Beuker in die Bundesrepublik Deutschland über und war ab 1984 bis zu seiner Emeritierung als Professor im Jahr 1997 am Sportinstitut der Heinrich-Heine-Universität Düsseldorf tätig.
Ehrenamtlich engagierte er sich u. a. als Verbandsarzt des Deutschen Bodybuilding- und Fitness-Verbandes und zeitweiliger Präsident des Deutschen Bodybuilding- und Kraftsportverbandes. In der CDU war er in der Fachkommission Sport der CDU-Landtagsfraktion Nordrhein-Westfalens und in der Senioren-Union der CDU aktiv.

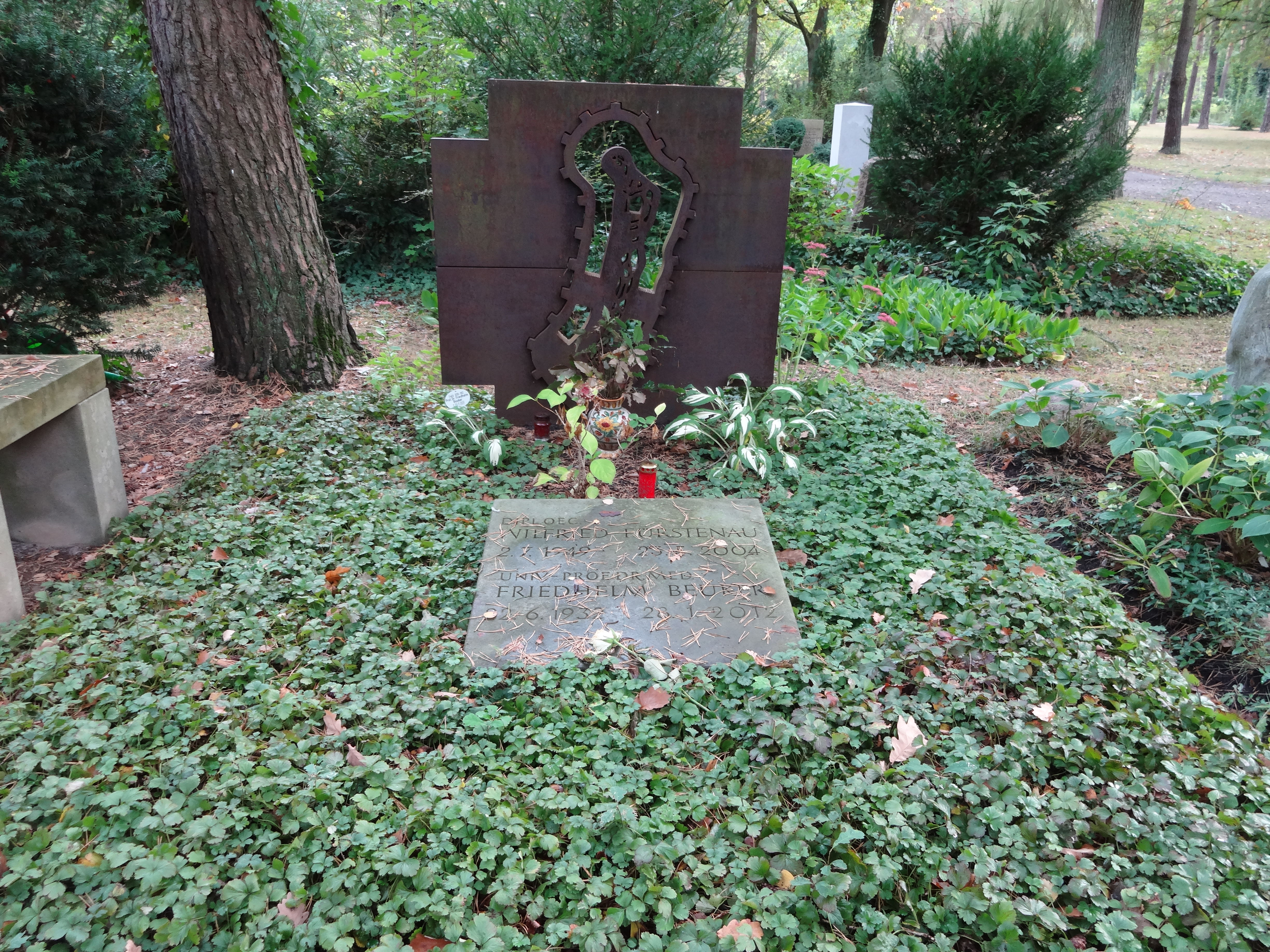
Grabstätte

Nach seinem Tod am 28. Januar 2012 wurde er auf dem Waldfriedhof Zehlendorf in Berlin beigesetzt.

## Veröffentlichungen (Auswahl)
- Arbeitshygiene im Pflanzenschutzdienst (Diss.), Berlin 1964
- Gesundheitssport für ältere Menschen (Veteranensport), Eine Anleitung für den Aufbau und die Führung von Gesundheitssportgruppen älterer Menschen (mit K. Schneider und H. Weiss), Berlin 1966
- Taschentrainer – Mach mit, bleib fit (mit W. Ehrler und H. Richter), 2. Aufl., Berlin 1973
- Leistungsprüfungen im Freizeit- und Erholungssport (Habil.), Leipzig 1976
- Fitness – Heute, Standortbestimmungen aus Wissenschaft und Praxis, Erkrath 1993, ISBN 3-928065-07-6